# Jorunna parva
Espèce
Jorunna parva est une espèce de mollusques nudibranches de la famille des Discodorididae.

## Description
Jorunna parva consomme des éponges de mer de la famille des Chalinidae et réutilise leurs toxines pour sa propre défense.
Jorunna parva est une espèce hermaphrodite.

## Répartition et habitat
Ce mollusque au corps mou vit notamment dans les régions marines d'Asie-Pacifique et de l'Océan Indien, au large du Japon, des Philippines, de la Tanzanie, de la Papouasie Nouvelle-Guinée, des Seychelles ou de la Réunion.

## Dénomination
Cette espèce porte le nom vernaculaire de « lapin de mer », et ce en raison de ses rhinophores noires et blanches, organes sensoriels permettant d'évaluer la composition chimique de l'eau qui font penser à des oreilles de lapin.

## Systématique
Le nom valide complet (avec auteur) de ce taxon est Jorunna parva (Baba, 1938).
L'espèce a été initialement classée dans le genre Thordisa sous le protonyme Thordisa parva Baba, 1938,.
Jorunna parva a pour synonyme :
- Thordisa parva Baba, 1938

### Publication originale
- (en) Kikutarō Baba, « Opisthobranchia of Kii, Middle Japan », Journal of the Department of Agriculture, Kyushu Imperial University, Japon, vol. 6, no 1,‎ 1938, p. 1-19 (lire en ligne, consulté le 2 août 2025).